# Milan, Illinois
Milan är en ort (village) i Rock Island County, i delstaten Illinois, USA. Enligt United States Census Bureau har orten en folkmängd på 5 099 invånare (2011) och en landarea på 15,2 km².